# Лоуэлл, Эми
Э́ми Ло́уренс Ло́уэлл (англ. Amy Lawrence Lowell; 9 февраля 1874[…], Бруклайн, Массачусетс — 12 мая 1925[…], Бруклайн, Массачусетс) — американская поэтесса, которая способствовала возвращению к классическим ценностям. Она посмертно получила Пулитцеровскую премию в области поэзии в 1926 году.

## Жизнь
Эми Лоуэлл родилась 9 февраля 1874 года в Бостоне, штат Массачусетс, в семье Августа Лоуэлла и Кэтрин Бигелоу Лоуэлл. Среди её братьев и сестёр, члена семьи брамина Лоуэлла, были астроном Персиваль Лоуэлл, педагог и учёный-юрист Эбботт Лоуренс Лоуэлл и Элизабет Лоуэлл Патнэм, один из первых активистов дородовой помощи. Они были правнуками Джона Лоуэлла и, по материнской линии, внуками Эббота Лоуренса.
Школа была источником большого отчаяния для юной Эми Лоуэлл. Она считала, что у неё развиваются «мужские» и «уродливые» черты лица, и она была изгоем общества. Среди одноклассников она пользовалась репутацией откровенной и самоуверенной.
Лоуэлл никогда не училась в колледже, потому что её семья не считала, что женщина должна поступать так. Она компенсировала этот недостаток за счёт страстного чтения и почти навязчивого коллекционирования книг. Она жила светской львицей и много путешествовала, обратившись к поэзии в 1902 году (в возрасте 28 лет), вдохновившись выступлением Элеоноры Дузе в Европе. Начав карьеру поэтессы, когда ей было далеко за 30, Лоуэлл стала увлечённой ученицей и ученицей искусства.
Говорили, что Лоуэлл была лесбиянкой, а в 1912 году она и актриса Ада Дуайер Рассел слыли любовницами. Считается, что Рассел является героиней наиболее эротических работ Лоуэлл, в первую очередь любовных стихов, содержащихся в «Два говорят вместе», подразделе «Картины плавающего мира». Обе женщины вместе отправились в Англию, где Лоуэлл познакомилась с Эзрой Паундом, который сразу же оказал большое влияние и стал главным критиком её работ. Паунд считал принятие Лоуэллом имажинизма своего рода захватом движения. Лоуэлл была связана романтическими отношениями с писательницей Мерседес де Акоста, но единственным свидетельством каких-либо контактов между ними является краткая переписка о запланированном мемориале Дузе.
Лоуэлл была невысокой, но внушительной фигурой, она собирала волосы в пучок и носила пенсне.
Лоуэлл публично курила сигары, о чём часто писали газеты того времени. Из-за проблем с железами она постоянно страдала от лишнего веса. Поэт Виттер Биннер однажды сказал в комментарии, который часто ошибочно приписывают Эзре Паунду, что она была «бегемоткой». Поклонники защищали её даже после её смерти. Одно опровержение было написано Хейвудом Брауном в его некрологе, посвящённом Эми. Он писал: «На поверхности она была Лоуэллом, жительницей Новой Англии и старой девой. Но внутри всё было расплавлено, как ядро земли … Если бы ещё грамм эмоций, Эми Лоуэлл вспыхнула бы пламенем и превратились в пепел».
Лоуэлл умерла от кровоизлияния в мозг в 1925 году в возрасте 51 года и похоронена на кладбище Маунт-Оберн. В следующем году она была удостоена Пулитцеровской премии за поэзию за «O'Clock». В этот сборник вошло патриотическое стихотворение «Сирень», которое, по словам Луи Унтермейера, было её стихотворением, которое ему больше всего понравилось.
Её первая опубликованная работа появилась в 1910 году в Atlantic Monthly. Первый опубликованный сборник её стихов «Купол из разноцветного стекла» появился два года спустя, в 1912 году. Дополнительная группа несобранных стихотворений была добавлена к сборнику «Полное собрание сочинений Эми Лоуэлл», опубликованному в 1955 году с предисловием Унтермейера, считавшего себя её другом.
Хотя она иногда писала сонеты, Лоуэлл была одним из первых приверженцев метода поэзии «свободного стиха» и одним из главных поборников этого метода. Она определила это в своём предисловии к «Лезвиям меча и маковому семени» в «Североамериканском обозрении» за январь 1917 года; в заключительной главе «Тенденций современной американской поэзии»; а также в «Циферблате» (17 января 1918 г.): «Верлибр определяется так: формальный стих, основанный на каденции. Чтобы понять верлибр, нужно отказаться от всякого желания найти в нём ровный ритм метрических ступней. Надо позволять строкам течь так, как они будут, когда они будут читать вслух умным читателем. Или, говоря другими словами, не рифмованная каденция построена на „органическом ритме” или ритме говорящего голоса с его необходимостью для дыхания, а не на строгой метрической системе. Свободный стих в рамках своего собственного закона каденции не имеет абсолютных правил; он не был бы „свободным” если бы это было.»
Унтермейер пишет, что «она была не только нарушителем спокойствия, но и пробуждающей». Во многих стихотворениях Лоуэлл обходится без разрывов строк, так что произведение на странице выглядит как проза. Эту технику она назвала «полифонической прозой».
На протяжении всей своей трудовой жизни Лоуэлл была пропагандистом как современных, так и исторических поэтов. Её книга «Поэты еловых цветов» представляет собой поэтическую переработку дословных переводов произведений древних китайских поэтов, в частности Ли Тай-бо (701—762). Её творчество также включало критические работы по французской литературе. На момент смерти она пыталась завершить свою двухтомную биографию Джона Китса (работа над которой долгое время была расстроена отказом от сотрудничества Ф. Холланда Дей, чья частная коллекция Китсианы включала письма Фанни Браун к Фрэнсис Китс). Лоуэлл писала о Китсе: «клеймо странности — это цена, которую близорукий мир всегда требует от гения».
Лоуэлл опубликовала не только свои работы, но и работы других писателей. По словам Унтермейера, она «захватила» движение имажинистов у Эзры Паунда. Паунд угрожал подать на неё в суд за публикацию своей трехтомной серии «Некоторые поэты-имажинисты» и после этого насмешливо назвал американских имажинистов движением «амигистов». Паунд критиковал её как не творца воображения, а просто богатую женщину, способную оказать финансовую помощь в публикации поэзии имагиста. Она сказала, что имажинизм был слабым, прежде чем она взялась за него, в то время как другие говорили, что он стал слабым после «изгнания» Паунда в сторону вортицизма.
Лоуэлл написала по крайней мере два стихотворения о библиотеках — «Бостонский атенеум» и «Библиотека Конгресса» — за время своей карьеры. Обсуждение библиотек также появляется в её эссе «Поэзия, воображение и образование».

## Отношения с Адой Двайер Рассел
Партнёр Лоуэлл Ада Дуайер Рассел была героем многих романтических стихов Лоуэлла, и Лоуэлл хотела посвятить свои книги Расселу, но Рассел не позволила этого и только однажды уступила место биографии Лоуэлла Джона Китса, в которой Лоуэлл написала? «В A.D.R,, Это и все мои книги. A.L.» Примеры этих любовных стихов Рассел включают «Такси» , «Отсутствие» , «Дама», «В саду», «Мадонна с вечерними цветами»,«Опал», и «Обад». Лоуэлл призналась Джону Ливингстону Лоузу, что Ада Рассел была героем её серии романтических стихотворений под названием «Двое говорят вместе». Стихи Лоуэлл о Рассел были названы самой откровенной и элегантной лесбийской любовной поэзией в период между древней Сапфо и поэтами 1970-х годов. Большая часть частной переписки в форме романтических писем между ними была уничтожена Адой Рассел по просьбе Лоуэлл, оставив многое неизвестным о деталях их совместной жизни.

## Наследие
В годы после Первой мировой войны о Лоуэлл в значительной степени забыли, но женское движение 1970-х и женские исследования вернули её на свет. Однако, по словам Хейвуда Брауна, Лоуэлл лично выступала против феминизма.
Дополнительные источники интереса к Лоуэлл сегодня происходят из антивоенных настроений часто преподаваемого стихотворения «Узоры»; её олицетворение неодушевленных предметов, как в «Зелёной чаше» и «Пюпитре из красного лака»; и её лесбийские темы, в том числе любовные стихи, адресованные Аде Дуайер Рассел в «Два говорят вместе» и её стихотворение «Сестры», адресованное её поэтическим предшественницам.
Переписка Лоуэлл со своей подругой Флоренс Эйскоу, писательницей и переводчиком китайской литературы, была составлена и опубликована мужем Эйскоу профессором Харли Фарнсвортом Макнейром в 1945 году.

## Работы
- Fireworks. The Atlantic Monthly. 115. April 1915.

### Книги
- A Dome of Many-Coloured Glass. — Houghton Mifflin company, 1912. — «Amy Lowell.».
- Sword Blades and Poppy Seed. — The Macmillan Company, 1914. — «Amy Lowell sword blades.».
- Men, Women and Ghosts. — The Macmillan company, 1916. — «Amy Lowell.».
- Can Grande's Castle. — The Macmillan Company, 1919. — ISBN 0-403-00658-9.
- Pictures of the Floating World. — The Macmillan company, 1919. — «Amy Lowell.». — ISBN 0-404-17128-1.
- Legends. — Houghton Mifflin company, 1921. — «Amy Lowell.».
- Fir-Flower Tablets. — Houghton Mifflin Company, 1921. — «Amy Lowell fir.». — ISBN 0-88355-058-X.
- Lowell, Amy. A Critical Fable. — Read Books, 1922. — ISBN 978-1-4086-0147-1.
- What's O'Clock. — Houghton Mifflin Company, 1925.
- East Wind. — Houghton Mifflin company, 1926. — «Amy Lowell.».
- Ballads for Sale. — Houghton Mifflin company, 1927.
- The Complete Poetical Works of Amy Lowell. — Houghton, 1955. — ISBN 978-0-395-07489-3.
- ''Selected Poems of Amy Lowell'', ed. Melissa Bradshaw and Adrienne Munich, New Brunswick, NJ: Rutgers University Press, 2002.
- Amy Lowell: Complete Poetical Works and Selected Writings in 6 vols. / Naoki Ohnishi. — Eureka Press, 2007. — ISBN 978-4-902454-29-1.
- The Complete Poetical Works of Amy Lowell with an introduction by Louis Untermeyer. — The Houghton Mifflin Company. (The Riverside Press, Cambridge), 1955.
- S. Foster Damon. Amy Lowell: A Chronicle, With Extracts from her Correspondence. — Houghton Mifflin Company, 1935.
- The Touch of You Amy Lowell's Poems of Love and Beauty selected by Peter Seymour. — Hallmark Cards, Inc., 1972. — ISBN 0875292887.
- Men, Women And Ghosts. — Kessinger Publishing, LLC, 2010. — ISBN 978-1162673752.

### Критика
- Amy Lowell. John Keats. — Houghton Mifflin Company, 1925.

### Антология
- Some imagist poets. — Houghton Mifflin Company, 1917. — Vol. 3. — ISBN 1-4191-4804-4.